# Ziemowit Wojciechowski
Pour les articles homonymes, voir Wojciechowski.
Ziemowit Wojciechowski, né le 3 octobre 1948 à Gdańsk, est un escrimeur polonais, pratiquant le fleuret. Il est aujourd'hui entraîneur de l'équipe de fleuret de Grande-Bretagne.

## Biographie
Il a épousé l'écrimeuse britannique Susan Wrigglesworth.

## Palmarès

### Jeux olympiques d'été
- 1976 à Montréal
  - participation

### Championnats du monde
- Médaille d'argent par équipe en 1974 à Grenoble

### Championnats de Pologne
- entre 1974 et 1977:
  - 3  Champion de Pologne